# 猪俣バイパス
猪俣バイパス（いのまたバイパス）は、埼玉県児玉郡美里町大字猪俣から、同町大字中里に至る総延長1.1kmの国道254号のバイパスである。

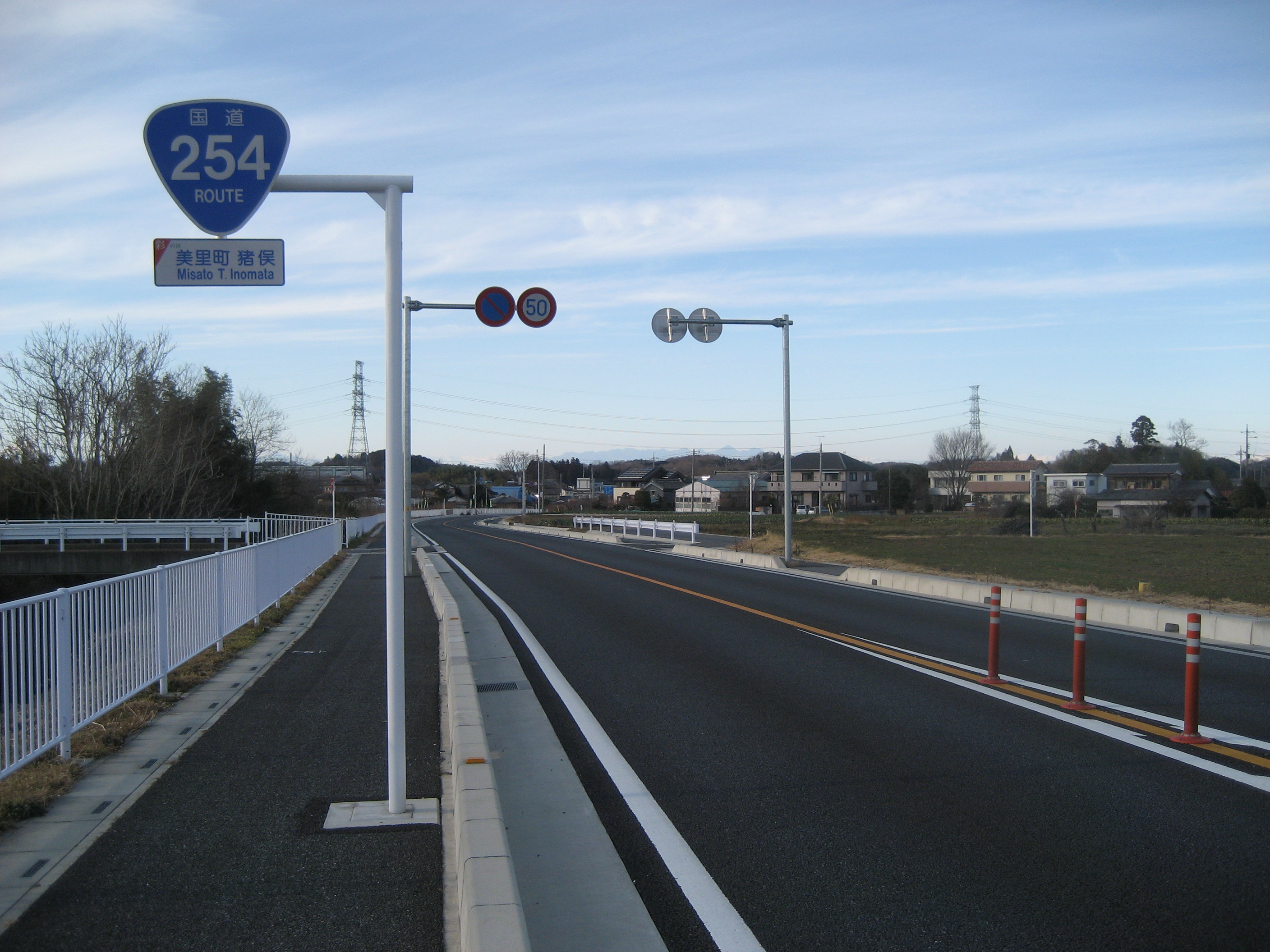
美里町猪俣

## 概要
国道254号は美里町内の野中交差点で埼玉県道31号本庄寄居線および埼玉県道175号小前田児玉線と交差し、ほぼ直角に屈曲していることから、野中交差点で渋滞が発生していた。そのため、国道254号が野中交差点を回避し、渋滞を解消することを目的として本バイパスが建設された。

## 歴史
- 2005年 - 事業化。
- 2011年9月13日 - 全線開通。

## 通過市町村
- 埼玉県
  - 児玉郡美里町

## 接続道路
- 国道254号